# A.G. Michel
A.G. Michel fue un eclesiástico y autor antimasón francés, militante de la "Fédération nationale catholique" fundada por el general Édouard de Castelnau.

## Teorías
Desde los años 1920, examinó de manera sistemática todos los textos políticos adoptados por los convenios anuales del Gran Oriente de Francia, de vez en cuando parecidas a las de la Gran Logia de Francia, y lo relacionó con la política francesa. Denunció el Club Rotario como asociación paramasónica.